# Kritikus periódus
A kritikus periódus egy pszicholingvisztikai elmélet, amely az emberi beszéd elsajátításának egyik lehetséges metódusát taglalja.

## A vadon gyermekei
Évszázadok óta ismertek olyan történetek, amelyek a vadállatok által felnevelt gyerekekről szólnak. Ők a vadon gyermekei, akik minden társadalmi érintkezéstől mentesen nőttek fel. Legtöbbször egy rövid hír szól róluk, de vannak esetek, amelyeket részletesen feldolgoztak. A gyermekek nyelvi képességeiről alig néhány említés történik, de ezek alapján általánosítható, hogy egyáltalán nem tudtak beszélni, többségük nem is értette meg a beszédet, s később sem lehetett őket megtanítani beszélni.
- 1694 Litvániai medvegyerek  valamennyire megtanult beszélni
- 1717 Elrabolt holland lány  elsajátított valamiféle jelnyelvet
- 1731 Sogny leány            valamennyire megtanult beszélni
- 1767 Fraumarki medveleány   valamennyire megtanult beszélni
- 1767 Magyarországi Tomko    németül és szlovákul is megtanult
- 1799 Victor az Aveyroni vad fiú nem tanult meg beszélni, de néhány szót írni és olvasni igen
- 19. század Bankipuri gyermek  elsajátított valamiféle jelnyelvet
- 19. század Kamala, Mindpur néhány szót és jelet tanult meg.
- 1828 Kaspar Hauser, Nürnberg jól megtanult beszélni.

### Genie
Sokkal jobban dokumentált Genie (USA, 1970) esete, akire 13 és fél éves korában találtak rá. A kislány embertelen körülmények között, elhanyagoltan, csaknem teljes izolációban nőtt fel. Nem volt lehetősége a nyelv elsajátítására, rendkívül sérült és alulfejlett volt. Kezelése, rehabilitációja során nagy erőfeszítéseket tettek, hogy megtanítsák beszélni. Nyelvi készségeinek fejlődése több rendellenességet mutatott: a beszédmegértési és –produkciós teljesítmény jelentős eltérése, sajátos szabályhasználat, sztereotip beszéd, hiányosságok a szintaxis elsajátításában és egy visszamaradott általános fejlődési szint. Megtalálását követően Genie szemmel láthatóan képes volt bizonyos mértékű nyelvelsajátításra (például a szókincs sokat fejlődött), de nem a normális fejlődésnek megfelelően.

## A kritikus periódus elmélete
Genie tragikus esete szorosan kapcsolódik a kritikus periódus hipotézishez. A fogalmat az etológusok használták először, az állatok fajspecifikus viselkedésének tanulmányozása során. Úgy találták, hogy egyes fajoknál létezik egy olyan időszak, ami közben szükségszerű, hogy az állatot a normális fejlődéshez sajátos ingerek érjék. Az etológusoktól kölcsönzött fogalmat a humán érési folyamathoz is hozzáillőnek tartotta Eric Lenneberg (1921-1975) amerikai pszicholingvista. Ő úgy gondolta a nyelvelsajátításban is létezik ilyen periódus. A nyelvi fejlődésről azt tartották, hogy az agy érésének eredménye. A születéskor a két agyfélteke szerepe között nincs különbség, később a beszéd a bal agyféltekében összpontosul. A folyamat 2 éves kor körül kezdődik és a pubertáskorban fejeződik be. Később az agyféltekék átjárhatósága megszűnik, ha a bal agyféltekét károsodás éri, neurális úton nincs lehetőség arra, hogy funkcióit a jobb agyfélteke átvegye. Ezt főleg agy sérült felnőttek és gyermekek gyógyulási tendenciájára alapozták. Gyermekek esetében a bal agyféltekét érintő károsodás után hosszabb idő elteltével megfigyelhető volt javulás, sőt akár a teljes gyógyulás is, ha nagyon fiatal korban érte őket a sérülés. Ilyen esetekben a bal agyfélteke teljes eltávolításakor sem elképzelhetetlen a nyelv újratanulása, elsajátítása. Mivel Genie 2 éves korától serdülő koráig szinte semmiféle nyelvi stimulációt nem kapott, a nyelvelsajátítási képességeiről szerzett ismeretek közvetlenül érintették Lenneberg állításait. A különböző pszicholingvisztikai tesztek eredményei alapján úgy látszott, Genie a jobb agyféltekéjét használja a nyelvi funkciók működtetéséhez, és néhány más tevékenységhez is. Ezt valószínűleg az okozta, hogy a nyelvelsajátításhoz feladatához a bal félteke részvételének „kritikus periódusa” után kezdett hozzá. Úgy vélték ez az eset alátámasztja Lenneberg hipotézisét.
Ezek ellenére több kutató más jellegű megfigyelésekre és tudományos állításokra alapozva (patológiai bizonyítékok, neuropszichológia, stb.) erősen vitatja a kritikus periódus hipotézisét.

## Külső hivatkozások
- Tankönyvtár